# Апхьарца
Апхьарца или апхиарца (абх. Аҧхьарца́) — струнный смычковый музыкальный инструмент. Один из основных народных музыкальных инструментов абхазского народа.
Апхьарца представляет собой двухструнный инструмент с узким веретенообразным корпусом. Головка, шейка и корпус изготовляются из одного дерева. Корпус долблёный, дно выпуклое, дека плоская, еловая. В деке вырезаны резонаторные отверстия. На тыльной стороне корпуса, у перехода его в шейку, имеется отверстие, в которое, как в футляр, опускается смычок. Струны жильные, внизу привязываются к струнодержателю в виде деревянной планки. Подставка для струн высокая, выгнутая. Смычок прямой, внешне напоминает стрелковый лук. Волос смычка конский, который перед игрой натирают смолой, прикреплённой к тыльной стороне корпуса. Играют на апхьарце сидя, держа инструмент опущенным вниз в наклонном положении, зажав конец корпуса между коленями.

## Обрядовая культура
Под аккомпанемент апхьарцы пелись в основном историко-героические песни. В прошлом в каждом отряде были свои апхьарцисты. Они ходили в бой впереди войска. Название «апхьарца» по своему происхождению связано с военным бытом народа и восходит к слову «апхъарцага», что в переводе на русский означает «то, чем побуждают идти вперёд». Абхазы используют пение под апхьарцу и как целительное средство.